# 波苏阿莱格里
波苏阿莱格里是巴西米纳斯吉拉斯州的一个市镇。总面积542,797平方公里，2018年总人口148,862人，人口密度270人/平方公里。